# El Racó del Bosc
El Racó del Bosc és el nom d'una urbanització a cavall dels termes municipals de Bigues i Riells del Fai i de Sant Feliu de Codines, al Vallès Oriental.
Es tracta d'una urbanització creada el 1973. És al sector nord-oest del terme de Bigues i Riells del Fai i al sud-est del de Sant Feliu de Codines, al nord de la carretera BP-1432. Una part de la urbanització, la nord, és a l'esquerra del torrent del Villar, dins del terme codinenc. L'altra part és a la dreta d'aquest torrent, en terme riellenc.
És una urbanització molt petita i de poca població, ja que el 2018 tenia 180 habitants, comptant la població del terme de Bigues i Riells del Fai i de Sant Feliu de Codines. Tanmateix destaca per la seva activitat social, ja que cada any se celebra la festa major de primavera a l'abril i una a l'estiu durant el julioli també destaca per la presència del Club Esportiu del Racó del Bosc, club que fomenta la pràctica del bàsquet el futbol i la petanca.